# محقق الوفيات

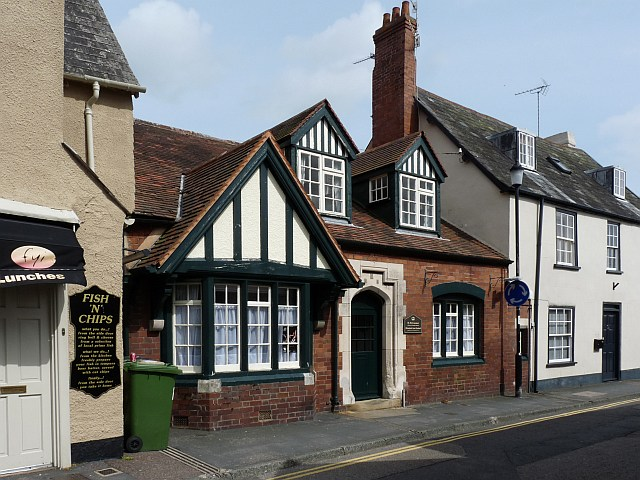
إحدى منازل محققي الوفيات في توبشام، يعود تاريخ المبنى إلى عام 1892.

محقق الوفيات (Coroner) أو ما يطلق عليه حديثا الطبيب الشرعي، موظف رسمي يقوم بالتحقيق في أسباب الوفيات المشتبه فيها التي جاءت بطريق مفاجئ لا تُعْلم أسبابه. ويُسمّى في بعض الدول قاضي الوفيات. ويقوم بهذه المهمّة في بعض الدول ما يُسمّى بالقاضي الشرعي الذي عادةً ما يحوّل الجثة إلى الطبيب الشرعي لتشريحها، ووضع تقرير عنها يرفع له بعد ذلك ويتخذ فيها قرار الحكم. ومن الأقطار التي يوجد فيها محققو الوفيات أستراليا، نيوزيلندا، الولايات المتحدة الأمريكية وبريطانيا (دون اسكتلندا).
في العصور الوسطى، حصل المحققين الإنجليز على صلاحيات من التاج الملكي تفوق سلطة عمدة الولاية. يتقاضى المحققين رواتبهم من السلطات القضائية. في الإنجليزية الوسطى، يشير مصطلح محقق الوفيات إلى الضابط المعين من قبل التاج، مشتقه من الكلمة الفرنسية "couronne" والكلمة اللاتينية "corona" بمعنى التاج.
يبحث محقق الوفيات في كيف ومتى وأين حدث الموت. وقد يقوم محقق الوفيات بإجراء استجواب (استطلاع قضائي خاص). ويقوم محقق الوفيات بإجراء التحقيق حين يرتبط حادث الموت بالعنف، أو يكون غير طبيعي. يُلْزَم محقق الوفيات بحكم القانون، بإجراء التحقيق في حالات أخرى معينة؛ فعلى سبيل المثال، في بريطانيا، يجب إجراء هذا التحقيق حين يموت شخص في السجن. ومحقق الوفيات البريطاني كان يُلْزَمُ في السابق أن يطلب تحقيق المحلفين، حين تكون هناك أسباب تستدعي الشبهة في الوفاة، مثل القتل، الانتحار، القتل الخطأ، أو قتل الأطفال، أو إذا كان الموت ناتجًا عن حادث من حوادث الطرق. وقد زال هذا الإلزام في عام 1977. وحوادث الوفاة يمكن أن يبلغ المحققُ عنها الطبيب والشرطة والجمهور.
يعين محقق الوفيات عادة من المحامين الكبار ومن الأطباء. وتتطلب السلطات المحلية في محقق الوفيات أن يمتلك الكفاءة الشرعية والفقهية والقانونية والطبية. وفي الولايات المتحدة، يُنْتَخب محقق الوفيات بالطريقة التي ينتخب بها المسؤولون المحليون.
في اسكتلندا، لا يوجد مكتب محقق إطلاقًا. ولكن وكيل النيابة يقوم بالاستطلاع والتحري بصورة سريّة في حالات الموت المفاجئ، والمشتبه فيها، التي تحدث في الإقليم.

## الواجبات والمهام
تشمل مسؤوليات محقق الوفيات الإشراف على التحقيق وإصدار شهادات الوفيات المتعلقة بالكوارث الجماعية التي تحدث داخل منطقة سلطته. عادة ما يحتفظ مكتب المحقق بسجلات الوفاة.
بعد التشريح، يعلن المحقق عن سبب الوفاة إما بنفسه أو من خلال المتحدث الرسمي لمكتبه الذي ظهر للمرة الأولى في إنجلترا في القرون الوسطى. للمحقق سلطة قضائية تؤثر في عملية المحاكمة فلديه الحق قانونيا بأن يكون فردا في هيئة المحلفين في الطب الشرعي. سريعا ما تم اعتماد وظيفة محقق الوفيات في العديد من الدول التي تخضع أنظمتها القانونية للقانون الإنجليزي أو المملكة المتحدة. تتطلب تلك المميزات التي يحصل عليها المحقق خبره كبيرة في مجالات الطب الشرعي، القانون والعديد من المهن المختلفة.

## التاريخ
يعود تاريخ تأسيس مكتب الطبيب الشرعي إلى القرن الحادي عشر تقريبا، بعد فترة وجيزة من غزو النورمان لإنجلترا في عام 1066.
تم الاعتراف بالمهنة رسميا في إنجلترا بموجب المادة 20 من "Articles of Eyre" في سبتمبر 1194. يتم استدعاء المكتب عند إجراء محاكمة لشرح عملية القتل وكيف كان موقع الجريمة.
عرفت ويلز محققي الوفيات بعد الفتح العسكري الذي قام به إدوارد الأول ملك إنجلترا في عام 1282 عن طريق النظام الأساسي لرودلان في عام 1284.

## المحققين حسب البلد

### أستراليا
الأطباء الشرعيون الأستراليون مسؤولون عن تحديد سبب وفاة الحالة التي تم الإبلاغ عنها. في جميع الولايات والأقاليم، يشترط على الطبيب الشرعي أن يتلقى تدريبا قانونيا، وأن يكون ملحق بمحكمة محلية. أربع ولايات فقط لديها محققين وفيات معينين من الولاية لمراجعة أعمال محقق القضية وهم نيو ساوث ويلز، جنوب أستراليا، فكتوريا وأستراليا الغربية. 

في تسمانيا، يقوم رئيس القضاة بدور قاضي الوفيات الحكومي.

### كندا
في كندا، يدرس محقق الوفيات حالات الوفاة بجميع أشكالها وظروفها، الطبيعية، غير الطبيعية، المتوقعة، المفاجئة في إطار دائرته القانونية. لا يمتلك المحقق أي صفة قانونية لإتهام شخص بعينه. فتنتهي وظيفته بإعادة تمثيل مسرح الجريمة وتحديد هل هي جريمة قتل أم حالة موت طبيعية كما يقوموا بتقديم توصيات لتحسين السلامة العامة والتأكد من عدم تكرار هذه الحادثة مرة أخرى.
تخضع خدمات محقق الوفيات للاختصاص القضائي لحكومات المقاطعات أو الأقاليم، بشكل عام في إطار السلامة العامة والأمن أو وزارة العدل. يدير هذه المنظمة رئيس قضاه التحقيق الجنائي (رئيس الأطباء الشرعيين) يختاره المجلس التنفيذي للمنظمة.
يوجد في بعض مقاطعات كندا كمقاطعة ألبرتا، مانيتوبا، نوفا سكوتيا، نيوفندلاند ولابرادور نظام فحص طبي كامل يشمل جميع حالات الوفاة، يشرف عليه أطباء متخصصين وعلى دراية كبيرة في مجال الطب الشرعي، بمساعدة موظفين طبيين آخرين وموظفي إنفاذ القانون. بينما باقي المقاطعات تعمل على نظام الطبيب الشرعي. في جزيرة الأمير إدوارد، أونتاريو، يجب أن يكون الطبيب الشرعي تخرج من كلية الطب، بينما في الأقاليم الأخرى مثل بريتيش كولومبيا، ساسكاتشوان، كيبيك، نيو برونزويك، الأراضي الشمالية الغربية، نونافوت ويوكون لا يشترط ذلك ويتكفى بأن يكون له خلفية قانونية أو طبية أو تحقيقية جيدة.

### هونغ كونغ
تهتم المحكمة الجنائية في هونغ كونغ بالتحقيق في أسباب وظروف بعض القضايا. يمتلك قاضي التحقيق الجنائي السلطة للقيام بما يلي:
- الأوامر
  - أوامر الدفن
  - أوامر الحرق
  - الأمر بالتشريح
  - إلغاء عملية التشريح
  - أوامر استخراج الجثث
  - أوامر لإخراج الجثث خارج هونغ كونغ
- أوامر لبدء التحقيق في قضية قتل
- طلب تحقيق في قضية ما
- الموافقة على استخدام أعضاء من الجثث في أبحاث علمية.
- إصدار شهادات وفاة
- إصدار قرار نهائي وطلب لإغلاق القضية

### ايرلندا
يتم تعيين محققي الوفيات من قبل السلطات المحلية الايرلندية كخبراء مستقلين بشرط أن يكونوا أطباء مؤهلين أو محامين ذو خلفية طبية. وظيفتهم الأساسية هي التحقيق في أي حالة موت مفاجئ غير مبرر أو عنيف لإصدار شهادة الوفاة. تتطلب أي وفاة ناتجة عن أسباب غير طبيعية إجراء تحقيق جنائي.

### نيوزيلندا
يوجد نظامين للتحقيق في حالات الوفاة في نيوزيلندا. الأول يتعامل مع حالات الوفاة التي حدثت قبل منتصف ليل 30 يونيو 2007 ولا زالت تحت قيد التحقيق، بينما يتعامل الثاني مع قضايا مع بعد ليل 30 يونيو. بموجب قانون الأدلة الجنائية لعام 2006 تم الاتفاق على التالي:
- تأسيس مكتب لرئيس الطب الشرعي لتوفير القيادة والتنسيق اللازم.
- تعيين أطباء شرعيين بدوام كامل.
- إبلاغ عائلات الضحايا بالخطوات التي سيتم إتخاذها أول بأول.
- توضيح جميع العمليات التي تم إجراؤها على الجثة ونتائج الفحص.
- وضع سبل للتأكيد على حيادية المنظمة وكفائتها.[20]

### سيريلانكا
في سيريلانكا، يلزم على وزارة العدل تعيين محققين في حالات الوفاة المفاجئة وغير الطبيعية وفقا لقانون الإجراءات الجنائية. يوجد في بعض المدن الكبرى مثل كولومبو وكاندي محكمة للتحقيق الجنائي بقاضي تحقيق جنائي ومحققين للعمل الميداني، المحكمة ملحقة بمستشفى المدينة الرئيسية.

### المملكة المتحدة

#### نظرة عامة
في المملكة المتحدة، محقق الوفيات هو موظف قضائي مستقل، يعين ويتلقى راتبه من السلطة المحلية المختصة. انحصر بذلك دور وزارة العدل على سن القوانين والسياسات التي يسير عليها المحققين، وليس لها أي مسؤولية تشغيلية.
يختلف دور محقق الوفيات في انجلترا عن كلا من ويلز وأيرلندا الشمالية. ففي إنجلترا وويلز، يشرف قاضي التحقيق الجنائي على محققي الوفيات ويعين من قبل رئيس المحكمة العليا بعد استشارة وزير العدل. يتمركز دوره على تقديم المشورة، التوجيه والتدريب للمحققين الجدد، ضمان سير عملية التحقيق بنزاهة وحيادية تامة وضمان وجود تجانس بين جميع الهيئات التي تتعامل مع المحققين والمحققين. يطبق نظام خاص في اسكتلندا، حيث أنه لا يوجد بها هيئة قضائية خاصة بها.

#### الاختصاص القضائي
لا ينظر محقق الوفيات في الوفيات التي تحدث تحت رعاية طبية، أو تمت رؤيته من قبل طبيب في غضون 14 يوما قبل وفاته، ففي تلك الحالتين يمكن للطبيب إصدار شهادة الوفاة بلا أي مسألة قانونية، لكن في حالة وفاة المريض دون أن يراه طبيب في غضون 14 يوما أو في حالة رفض الطبيب إصدار شهادة الوفاة هنا يأتي دور محقق الوفيات للكشف عن سبب الموت وهل هو طبيعي أم لا.
تهدف هذه الإجراءات إلى توفير الوقت اللازم ليحقق الطبيب في الوفيات:
- الوفيات العنيفة غير الطبيعية أو المشكوك فيها وتحمل طابع جنائي.
- الموت نتيجة التسمم أو الإصابة الصناعية.
- الموت في أقسام الشرطة أو السجون.

أي شخص يرى جثة ملقاة في منطقة ما يجب عليه التبليغ عنها، عدم القيام بذلك هو جريمة.
يمتلك محقق الوفيات فريق لمساعدته من ضباط الشرطة الجنائية (في السابق، كانوا فقط من ضباط تنفيذ القانون أما الآن يشمل الفريق الممرضين وأطباء لتقديم العون والمشورة) ليقوموا بالتحقيق مع الجناه نيابه عن الطبيب الشرعي.
قد تشمل صلاحيات محقق الوفيات على إصدار أوامر الاستدعاء، الحجز التحفظي، الاعتقال، سلطة إدارة القسم ومحاكم هيئة المحلفين الستة خلال جلسات التحقيق.
التحقيق

#### المؤهل
ليتم الاعتراف بشخص كمحقق وفيات في إنجلترا وويلز، يجب عليه أن يكون محاميا مؤهلا، أو زميلًا في معهد تشارترد للتنفيذيين القانونيين (CILEx) بخبرة لا تقل عن 5 أعوام لضمان كفائته في تحديد سبب الوفاة في الحالات التي تم ذكرها سابقا بالإضافة إلى الحالات التي تحدث في أماكن السلطات المركزية كقسم الشرطة أو السجون.
كان يمكن تعيين أي طبيب مؤهل في هذا المنصب حتى عام 2013، أم بعد ذلك فيجب عليه أن يحمل المؤهلات الطبية والقانونية اللازمة.
في بعض الأحيان، يمكن لبعض الأشخاص من المستشارين أن يكونوا محققي وفيات في ظروف معينة كالتمرد أو حوادث لأشخاص رفيعي المستوى مثل حادثة وفاة الأميرة ديانا أميرة ويلز أو الحوادث التي تشغل الرأي العام كضحايا تفجيرات لندن 7 يوليو 2005.

#### التحقيق القضائي
يقتصر اختصاص محقق الوفيات في انجلترا على تحديد:
- هوية المتوفى.
- كيف ومتى مات.
- مكان وقوع الجريمة.

عندما يشتبه في أن الوفاة كانت إما مفاجئة أو غير معروفة أو عنيفة أو غير طبيعية، فإنه يقرر ما إذا كان سيجري تشريحا للجثة أم لا، وإذا لزم الأمر إجراء تحقيق جنائي.

#### الحكم
قديما، كان محقق الوفيات السلطة اللازمة لاتهام مشتبة به وتحويله للمحاكمة، لكن تمت إلغاء هذه السلطة لينحصر دوره في معرفه الأسباب والظروف المحاطة بالجريمة وعرضها على السلطات التنفيذية ودائرة التاج البريطاني. عادة ما يخبر المحقق هيئة المحلفين بالأحكام القانونية لقضية معينة.
غالبا ما يصف المحقق أن الوفاة باحدى الصفات التالية:
| - الموت لأسباب طبيعية. - الموت بالمغامرة. - حادث مميت. - القتل الشرعي. - الإنتحار. - قتل غير شرعي. - مرض أو وباء. - مرض مهني - إدمان المخدرات. - تعاطي غير متعمد للمخدرات أو جرعة زائدة. | - محاولة إجهاض. - إجهاض ذاتي. - كارثة (لا يستخدم هذا الوصف إلا في حالة تحقيقات الكوارث العامة). - أثناء الولادة. - ولادة جنين ميت. - الإهمال في النفس. - نقص الرعاية (في حالة المرضى داخل المستشفيات، السجون). - حكم مفتوح. - حكم سردي. |

يشمل القتل القانوني القتل للدفاع عن النفس بكافه صوره. لا يوجد فرق جوهري بين الموت في حادثة والموت في مغامرة.
يتطلب النطق بحكمي الانتحار والقتل غير القانوني إثباتا لا يدع مجالا للشك. أما باقي الأحكام يمكن الاعتماد على منطق الاحتمالية.
يتطلب الحكم بالإهمال في المنشآت الصحية (المستشفيات، مراكز الرعاية الصحية، دار المسنين) والسجون وجود تقصير في الرعاية كالتغذية والعناية الطبية والدفء.
يتم إعطاء الحكم المفتوح عندما لا يمكن تحديد سبب الوفاة بسبب نقص الأدلة المتاحة.

#### إنجلترا وويلز
يوجد 98 محقق وفيات في إنجلترا وويلز، لتغطية حالات الوفيات داخل 109 منطقة محلية.

#### أيرلندا الشمالية
لدى أيرلندا الشمالية ثلاثة قاضيين شرعيين يشرفون على المقاطعة ككل. يتم توفير كافة الخدمات اللازمة لهم من قوات تنفيذ القانون والموظفين الطبيين.

#### إسكتلندا
لم تعد مهنة محقق الوفيات مهنة رسمية معترف بها في اسكتلندا في وقتنا الحاضر، بينما تراوح عددهم في الماضي ما بين 1500-1800.

## المعادل في الدول الأخرى
لا يستخدم مصطلح مكتب محقق الوفيات إلا في بريطانيا والدول التابعة للتاج الملكي. توجد المكاتب المعادلة في الدول الأخرى بأسماء مختلفة فهي إما تتبع وزارات الصحة أو جزءا من هيئتي الشرطة والقضاء. يسمى المكتب في فرنسا بمنظمة أطباء بلا حدود، في إيطاليا يسمى المكتب بمكتب القانون الطبي. 

في اليابان يسمى بمكتب الطبيب الشرعي لكن أصحاب المكتب هم رجال شرطة تخرجوا من أكاديمية الشرطة الوطنية ولديهم خبره طبية وميدانية.

## محققين بارزين
- وين إدوين باكستر.[36]
- لاري كامبل، قاضي التحقيق الجنائي السابق في كولومبيا البريطانية.[37]
- جون سي فليمنج.[38]
- جوزيف هاول فلورني.[39]
- ألكسندر فولتون.[40]
- توماس نوغوشي (من مواليد 1927)، قاضي التحقيق الجنائي السابق في ولاية لوس أنجلوس.[41]
- تشارلز نوريس.[42]
- مورتون شولمان، قاضي سابق في مقاطعة أونتاريو.[43]
- ويليام وين ويستكوت.[44]

## الأعمال الفنية

### الأفلام
أغنية «دينج-دونج! مات الساحر» من الفيلم الكلاسيكي «ساحر أوز» عام 1939، أكد قاضي الوفيات مقاطعة مونكهيلاند وفاة ساحر الشرق الشرير.

### الأدب
- ماثيو هال روائي بريطاني، صاحب سلسلة من الروايات الأكثر مبيعا عن محقق وفيات يدعى جيني كوبر.[45][46]
- اشتهر الروائي برنارد نايت،[47] أخصائي علم الأمراض في وزارة الداخلية السابق وأستاذ علم الأمراض الشرعي في كلية الطب بجامعة ويلز بسلسلة مغامرات جون (محقق وفيات) في القرن الثاني عشر، ديفون، إنجلترا.[48]

### التلفزيون
غالبا ما يتم تصوير الطب الشرعي في الدراما الخاصة للشرطة كمصدر أساسي أو ثانوي للمعلومات. من أشهر محققي الوفيات في المسلسلات:
- دكتور كاميل سارويان، قاضية فيدرالية ورئيس قسم الطب الشرعي في معهد جيفرسون في سلسلة بونز.
- المسلسل التلفزيوني البريطاني المحقق "The Coroner" له شخصية رئيسية في في مدينة ديفون الخيالية.
- جيل هينيسي في المسلسل التليفزيون عبر جوردان، دكتوراه في الطب، خبير في الطب الشرعي يعمل في مكتب ماساتشوستس للفاحص الطبي الرئيسي.
- سلسلة مسلسلات سي إس أيه: التحقيق في موقع الجريمة.
  - سي إس آي: ميامي.
  - سي إس آي: نيويورك.
- سلسلة دافنشي.
- الطبيب الشرعي ماكس بيرجمان في سلسلة هاواي فايف أو.
- الطبيب الشرعي كوجي كيراي من المسلسل التلفزيوني الياباني عام 2016.
- لعب كورت فولر دور وودي، محقق قضائي أمريكي- مسلسل كوميدي درامي.
- المسلسل التلفزيوني كوينسي إم إي، به قاضي شرعي.
- المسلسل التلفزيوني فوييك (النسخة الكندية القديمة لمسلسل كوينسي)، محقق الوفيات به شخصية مستوحية من الطبيب الشرعي للدكتور مورنوم شولمان.[49]

## وصلات خارجية
- الموسوعة العربية العالمية
- العمل مع الجثث
- تاريخ الطب الشرعي في العصور الوسطى من إعداد البروفيسور برنارد نايت- باللغة الإنجليزية

الطب الشرعي حسب البلد
- أستراليا، نيو ساوث ويلز - الصفحة الرئيسية لنيو ساوث ويلز، المحكمة الجنائية الأسترالية (نيو ساوث ويلز).
- أستراليا، كوينزلاند- كوينزلاند كورتس، قاضي التحقيق الجنائي.
- أستراليا، أستراليا الغربية - الصفحة الرئيسية لمحكمة الاستئناف غرب أستراليا (WA).
- أستراليا، فيكتوريا - قضاة محكمة فيكتوريا.
- إنجلترا وويلز - وزارة العدل، الطب الشرعي.
- القضاء في هونغ كونغ- خدمات المحكمة والمرافق.
- نيوزيلندا- خدمات كورونيال في نيوزيلندا.
- ايرلندا الشمالية- خدمة الطب الشرعي لأيرلندا الشمالية نسخة محفوظة 21 نوفمبر 2008 على موقع واي باك مشين.